# Siro Darino
Siro Maximiliano Darino (San Carlos de Bolívar, Provincia de Buenos Aires, 1 de septiembre de 1976) es un futbolista retirado con doble nacionalidad argentina e italiana.
Era un centrocampista polivalente, que se caracteriza por su lucha constante, lo que lo hace en un especialista en la destrucción del juego del contrario. Esa faceta defensiva le ha hecho adaptarse en ocasiones a posiciones más retrasadas del campo, actuando de lateral derecho en múltiples ocasiones de manera satisfactoria. Sin embargo es un jugador que aparece a menudo en el área contraria.

## Trayectoria
Como futbolista se crio en las inferiores de Gimnasia y Esgrima La Plata, club con el que alcanzó la Primera División de Argentina, si bien su paso por la élite fue breve.
Al año siguiente se incorpora al Getafe que transitaba por la Segunda División de España, siendo uno de los jugadores más alineados de ese año. A pesar de ello al finalizar esa temporada pasa al Hércules de Alicante de la Segunda división B, donde sólo está un año, yéndose al  Universidad, de la ciudad de Las Palmas de Gran Canaria, de la misma categoría, club donde se asienta durante 3 temporadas como habitual titular.
En el año 2005 ficha por Unión Deportiva Las Palmas, equipo con  el que consigue el ascenso a la Segunda División en su primera temporada como jugador amarillo.
En junio de 2010, después de 5 años en el club de Las Palmas de Gran Canaria y haber desempeñado incluso de capitán del equipo, finalizó su andadura en el club grancanario, tras comunicársele que no entraba en los planes del equipo amarillo para la siguiente temporada, finalizando formalmente su contrato en julio.

## Clubes y estadísticas
| Club                        | País      | Año       | Competición        | Partidos | Goles |
| --------------------------- | --------- | --------- | ------------------ | -------- | ----- |
| Gimnasia y Esgrima La Plata | Argentina | 1998-2000 | Primera División   | -        | -     |
| Getafe                      | España    | 2000-2001 | Segunda División   | 36       | 1     |
| Hércules                    | España    | 2001-2002 | Segunda División B | 19       | 2     |
| Universidad de Las Palmas   | España    | 2002-2003 | Segunda División B | 28       | 3     |
| Universidad de Las Palmas   | España    | 2003-2004 | Segunda División B | 18       | 3     |
| Universidad de Las Palmas   | España    | 2004-2005 | Segunda División B | 26       | 5     |
| U. D. Las Palmas            | España    | 2005-2006 | Segunda División B | 36       | 6     |
| U. D. Las Palmas            | España    | 2006-2007 | Segunda División   | 32       | 5     |
| U. D. Las Palmas            | España    | 2007-2008 | Segunda División   | 34       | 2     |
| U. D. Las Palmas            | España    | 2008-2009 | Segunda División   | 32       | 2     |
| U. D. Las Palmas            | España    | 2009-2010 | Segunda División   | 23       | 1     |

## Palmarés
- 1 Ascenso a Segunda División (U. D. Las Palmas, 2005-2006)

### Torneos nacionales oficiales
- Subcampeón del Apertura 1998 Gimnasia y Esgrima La Plata

### Torneos nacionales amistosos
- Copa Municipalidad de La Plata : 1999 Gimnasia y Esgrima La Plata